# Тирбах (река)
Тирбах (нем. Thierbach) — река в Германии, протекает по земле Бавария. Речной индекс 24352. Площадь бассейна реки составляет 74,56 км². Длина реки 20,13 км. Высота истока 319 м. Высота устья 176 м.
Система водного объекта: Майн → Рейн → Северное море.